# Журавлёв, Алексей Петрович
Алексей Петрович Журавлёв — советский хозяйственный, государственный и политический деятель, Герой Социалистического Труда.

## Биография
Родился в 1905 году в Московской губернии.
С 1928 года — на хозяйственной, общественной и политической работе. В 1928—1965 гг. — разнорабочий на заводе «Электросталь», разработчик нового сплава «Победа», сталевар сталеплавильного цеха завода «Электросталь» имени И. Ф. Тевосяна.
Указом Президиума Верховного Совета СССР от 19 июля 1958 года присвоено звание Героя Социалистического Труда с вручением ордена Ленина и золотой медали «Серп и Молот».
Избирался депутатом Верховного Совета СССР 2-го, 3-го, 4-го, 5-го созывов.
Умер в 1984 году в Электростали.